# Allomogurnda hoesei
Allomogurnda hoesei är en fiskart som beskrevs av Allen 2003. Allomogurnda hoesei ingår i släktet Allomogurnda och familjen Eleotridae. Inga underarter finns listade i Catalogue of Life.